# Kedrostis capensis
Kedrostis capensis är en gurkväxtart som först beskrevs av Otto Wilhelm Sonder, och fick sitt nu gällande namn av Adrianus Dirk Jacob Meeuse. Kedrostis capensis ingår i släktet Kedrostis och familjen gurkväxter. Inga underarter finns listade i Catalogue of Life.